# Karomama II.
Karomama II. (auch Karoma) war eine altägyptische Königin und die Gemahlin von Osorkon II. (regierte von 881 / 880 v. Chr. bis 852 / 851 v. Chr.), der einer der bedeutendsten Herrscher der 22. Dynastie war. Karomama ist vor allem von Darstellungen aus dem Bastet-Tempel in Bubastis bekannt, an dem ihr Gemahl gebaut hat. Hier ist sie meist hinter Osorkon II. dargestellt. Sie trug unter anderem die Titel Königsgemahlin und Königstochter. Sie war die Mutter des Hohepriesters des Amun, Hornacht, und des Hohenpriesters des Ptah in Memphis, Scheschonq. In des Letzteren, unberaubten Grab wird sie mehrmals genannt. Auf der wahrscheinlich für den jung verstorbenen Hohepriester Hornacht (B) umgearbeiteten kuboiden Statue (Brooklyn 37.595 E) ist sie alleine dargestellt und durch ihre Kartusche identifiziert. Mit Osorkon II. hatte sie auch die drei Töchter Taschacheper, Karoma und [Ta?]iirmer.